# Ginnastica ai Giochi della XXXIII Olimpiade - Corpo libero maschile
La finale al corpo libero maschile ai Giochi della XXXIII Olimpiade si è svolta al Palazzo dello Sport di Parigi-Bercy il 3 agosto 2024.

## Programma
| Data           | Ora (UTC+1) | Turno                           |
| -------------- | ----------- | ------------------------------- |
| 27 luglio 2024 | 11:00       | Qualificazioni - Suddivisione 1 |
| 27 luglio 2024 | 15:30       | Qualificazioni - Suddivisione 2 |
| 27 luglio 2024 | 20:00       | Qualificazioni - Suddivisione 3 |
| 3 agosto 2024  | 15:30       | Finale                          |

## Risultati

### Qualificazioni
A causa della regola dei passaporti "two per country", l'accesso alla finale è consentito soltanto a due atleti per nazione.
| Pos. | Ginnasta        | Nazionalità   | D. Score | E. Score | Penalità | Totale | Note |
| ---- | --------------- | ------------- | -------- | -------- | -------- | ------ | ---- |
| 1    | Jake Jarman     | Gran Bretagna | 6.6      | 8.366    |          | 14.966 | Q    |
| 2    | Carlos Yulo     | Filippine     | 6.3      | 8.466    |          | 14.766 | Q    |
| 3    | Ray Zapata      | Spagna        | 6.3      | 8.300    |          | 14.600 | Q    |
| 4    | Illja Kovtun    | Ucraina       | 6.2      | 8.333    |          | 14.533 | Q    |
| 5    | Luke Whitehouse | Gran Bretagna | 6.5      | 8.033    |          | 14.533 | Q    |
| 6    | Zhang Boheng    | Cina          | 6.1      | 8.366    |          | 14.466 | Q    |
| 7    | Artem Dolgopyat | Israele       | 6.4      | 8.066    |          | 14.466 | Q    |
| 8    | Milad Karim     | Kazakistan    | 6.3      | 8.133    |          | 14.433 | Q    |
| 9    | Shinnosuke Oka  | Giappone      | 5.8      | 8.533    |          | 14.333 | R1   |
| 10   | Ryu Sung-hyun   | Corea del Sud | 6.6      | 7.666    |          | 14.266 | R2   |
| 11   | Joel Plata      | Spagna        | 5.7      | 8.466    |          | 14.166 | R3   |

### Finale
| Pos.    | Ginnasta        | Nazionalità   | D. Score | E. Score | Penalità | Totale | Note |
| ------- | --------------- | ------------- | -------- | -------- | -------- | ------ | ---- |
| Oro     | Carlos Yulo     | Filippine     | 6.6      | 8.400    |          | 15.000 |      |
| Argento | Artem Dolgopyat | Israele       | 6.4      | 8.566    |          | 14.966 |      |
| Bronzo  | Jake Jarman     | Gran Bretagna | 6.6      | 8.333    |          | 14.933 |      |
| 4       | Illja Kovtun    | Ucraina       | 6.2      | 8.333    |          | 14.533 |      |
| 5       | Milad Karim     | Kazakistan    | 6.3      | 8.200    |          | 14.500 |      |
| 6       | Luke Whitehouse | Gran Bretagna | 6.3      | 8.166    |          | 14.466 |      |
| 7       | Ray Zapata      | Spagna        | 6.2      | 8.233    | -0.01    | 14.333 |      |
| 8       | Zhang Boheng    | Cina          | 6.1      | 8.133    | -0.03    | 13.933 |      |